# Parafia św. Maksymiliana Kolbego w Bielsku-Białej
Parafia pw. Świętego Maksymiliana Kolbego w Bielsku-Białej – parafia rzymskokatolicka znajdująca się w Bielsku-Białej, w dzielnicy Aleksandrowice. Należy do Dekanatu Bielsko-Biała II – Stare Bielsko diecezji bielsko-żywieckiej. Erygowana 7 listopada 1980 roku. Jest prowadzona przez księży diecezjalnych.
Kościół parafialny został konsekrowany 24 października 1982 roku.

## Proboszczowie
- ks. Jan Śleziona (1983–1989)[2]
- ks. Zenon Mierzwa (1989–2005)[2]
- ks. Stanisław Wawrzyńczyk (2005–2024)[2]
- ks. Sławomir Kołata (administrator, od 2024)[2]